# Is-sur-Tille
Is-sur-Tille is een gemeente in het Franse departement Côte-d'Or (regio Bourgogne-Franche-Comté). De plaats maakt deel uit van het arrondissement Dijon. Is-sur-Tille telde op 1 januari 2022 4.308 inwoners.

## Geografie
De oppervlakte van Is-sur-Tille bedroeg op 1 januari 2022 22,53 vierkante kilometer; de bevolkingsdichtheid was toen 191,2 inwoners per km².
De onderstaande kaart toont de ligging van Is-sur-Tille met de belangrijkste infrastructuur en aangrenzende gemeenten.

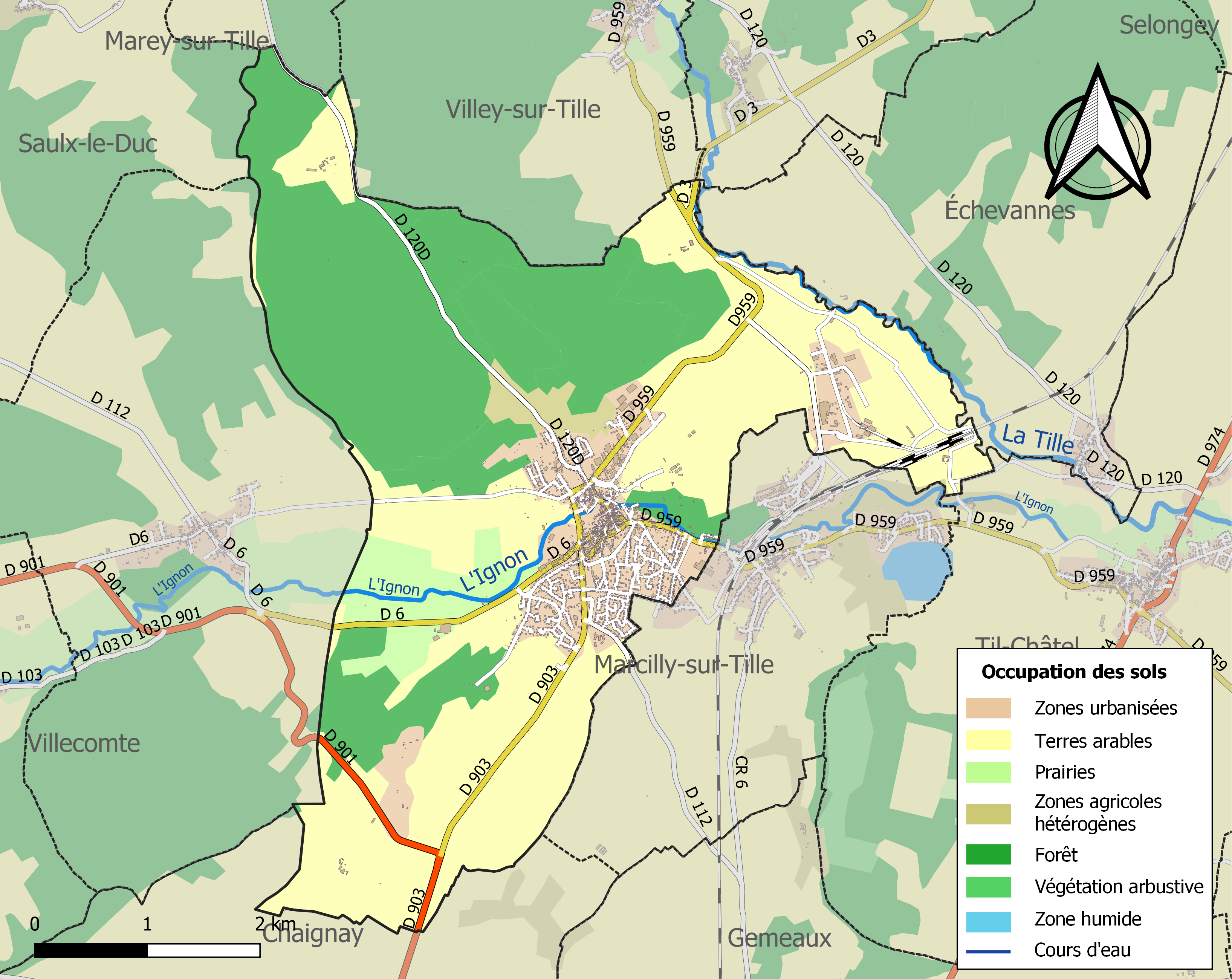

## Demografie
Onderstaande figuur toont het verloop van het inwonertal (bron: INSEE-tellingen).